# 路易吉·薩梅萊
路易吉·薩梅萊（義大利語：Luigi Samele，1987年7月25日—），義大利劍擊運動員，他代表義大利隊參加了日本舉行的2020年夏季奧林匹克運動會，並且在男子個人佩劍比賽上獲得銀牌。